# Station Sabinka
Station Sabinka is een spoorwegstation in de Poolse plaats Stare Opole.